# Songs of Innocence (album)
Songs of Innocence è il tredicesimo album in studio del gruppo musicale irlandese U2, pubblicato il 9 settembre 2014 dalla Island Records.
L'album è stato dedicato a Paul McGuinness, ex manager del gruppo ritiratosi nel 2013.

## Antefatti
Registrato tra Dublino, Los Angeles, New York e Londra, Songs of Innocence fu lanciato il 9 settembre 2014 a Cupertino nel corso della conferenza di presentazione dell'iPhone 6 e dell'Apple Watch: Apple il giorno stesso lo inviò gratuitamente a tutti gli utenti di iTunes. L'album restò un'esclusiva di iTunes, iTunes Radio e Beats Music fino al 13 ottobre 2014, quando fu pubblicato in formato fisico dalla Island Records.

## Tematiche
In un'intervista, il frontman Bono ha dichiarato come l'album sia molto "personale", andando a trattare questioni quali la famiglia e i rapporti umani. Tale opera, peraltro, è l'inizio di un nuovo progetto di più ampio respiro che sfocerà in un ulteriore album denominato Songs of Experience.

## Copertina
La copertina dell'album ritrae il batterista del gruppo, Larry Mullen Jr, mentre si stringe attorno alla vita del figlio, Aaron Elvis Mullen, come se lo stesse proteggendo. La foto è stata scattata da Glen Luchford. Bono ha dichiarato che la copertina "riflette le nuove canzoni e la loro ispirazione ai primi anni degli U2 da adolescenti a Dublino". Il cantante ha poi concluso:
La copertina dell'album fu oggetto di alcune parodie nelle quali si vede Larry Mullen che, al posto del figlio, abbraccia personaggi famosi come Kim Kardashian, Bob Dylan, Batman e Chewbecca.

## Pubblicazione

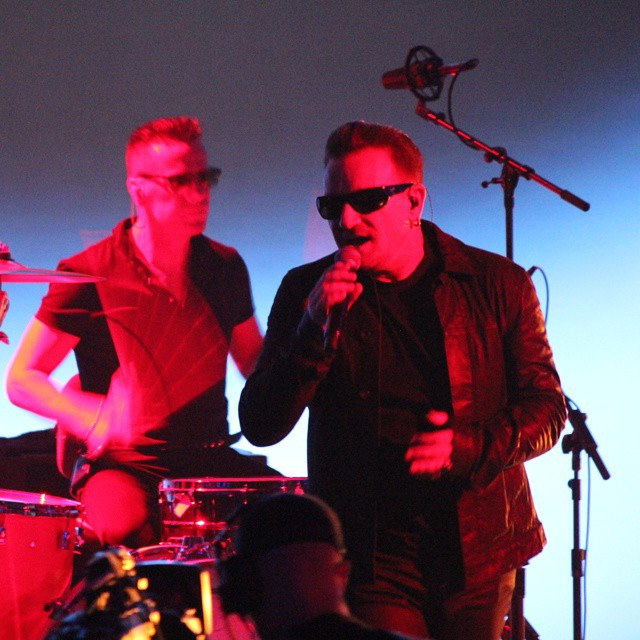
Gli U2 in concerto presso l'evento della Apple in occasione del lancio dell'iPhone 6

Songs of Innocence fu reso disponibile gratuitamente a tutti gli utenti iTunes Store maggiori di 13 anni, in 119 Paesi del mondo, a partire dal 9 settembre 2014. La scelta di inserire l'album nella libreria dell'utente automaticamente e senza alcun consenso sollevò critiche, alle quali Apple rimediò fornendo gratuitamente a tutti coloro che ne avessero fatto richiesta l'assistenza necessaria a rimuoverlo.
La versione fisica fu commercializzata a partire dal 13 ottobre, nei formati standard, Deluxe e vinile. La versione Deluxe conteneva un CD aggiuntivo con una sessione acustica dei brani dell'album più quattro bonus track: Lucifer's Hands, The Crystal Ballroom e due versioni alternative di The Troubles e Sleep Like a Baby Tonight. La versione in doppio vinile conteneva invece un remix del brano The Crystal Ballroom.

## Accoglienza

### Pubblico
La disponibilità gratuita dell'album su iTunes ha ritardato la sua idoneità per il posizionamento nelle classifiche musicali fino al 13 ottobre, giorno della sua pubblicazione in formato fisico nei negozi, fatto che come ampiamente previsto ha ridotto le vendite del disco. Songs of Innocence ha debuttato al sesto posto della Official Albums Chart, il risultato più basso ottenuto dagli U2 nel Regno Unito dopo 33 anni; l'album ha trascorso solamente sei settimane in classifica. Negli Stati Uniti d'America è entrato per sole otto settimane nella Billboard 200, debuttando al nono posto e vendendo 28.000 copie nella prima settimana di messa in vendita. Secondo quanto riportato da Nielsen SoundScan, le copie totali vendute nell'America del Nord sono state all'incirca 101.000. In Canada, l'album ha debuttato al quinto posto in classifica, vendendo 4.600 copie nella prima settimana. L'album ha raggiunto il primo posto in Croazia, Francia, Italia, Paesi Bassi, Polonia, Portogallo, Repubblica Ceca e Spagna.

### Critica
Neil McCormick del The Daily Telegraph ha assegnato all'album quattro stelle su cinque, motivando la propria scelta con l'opinione che si tratti di un album rock ricco di fluide melodie. Di diverso avviso Stefano Solventi di Sentireascoltare, il quale ha scritto che Songs of Innocence è un disco "destinato a fare parlare molto di sé per la modalità di distribuzione e ben poco per la musica". Un giudizio negativo è stato espresso anche da Ben Patashnik di NME.
Nel 2015 l'album è stato nominato per il Grammy Award al miglior album rock, nonostante ne fosse inizialmente prevista l'esclusione per via della sua particolare modalità di distribuzione.

## Tournée
Nel maggio 2015 gli U2 hanno intrapreso il tour mondiale Innocence + Experience Tour in supporto all'album. È stato la loro prima serie di concerti nei palazzetti dai tempi del Vertigo Tour nel biennio 2005-06. La prima delle 76 date del tour ha avuto luogo il 14 maggio 2015 a Vancouver. Il tour è stato diviso in due tappe, la prima svoltasi in Nord America tra maggio e luglio, e la seconda in Europa tra settembre e dicembre. Il gruppo ha strutturato i propri concerti attorno a una narrazione metaforica del passaggio dalla "innocenza" alla "esperienza" (Innocence + Experience), attraverso un set fisso di brani per la prima parte del concerto e un set variabile nella seconda parte, separati da un intervallo, una novità assoluta per i concerti degli U2. Il palco si estendeva per quasi tutta la lunghezza del parterre ed era diviso in tre sezioni: un segmento rettangolare illuminato con una "I" per rappresentare l'innocenza; un palco circolare più piccolo illuminato con una "e" per rappresentare l'esperienza; e una lunga passerella centrale per rappresentare la transazione tra i due temi. La passerella era situata sotto un grande schermo video a doppia faccia lungo 96 piedi; la struttura si caratterizzava per un passaggio interno tra le due schermate, che permetteva ai componenti del gruppo di interagire con le proiezioni video. Il sistema audio degli U2 veniva posizionato in alto e disposto in matrice di forma ovale, nel tentativo di migliorare l'acustica e distribuire uniformemente il suono in tutta l'arena La data finale del tour, uno dei due spettacoli riprogrammati a causa degli attentati di Parigi del 13 novembre 2015, è stata interamente filmata e trasmessa dall'emittente televisiva statunitense HBO. Il concerto è stato successivamente distribuito per l'home video il 10 giugno 2016 con il titolo di U2 Innocence + Experience Live in Paris.

## Tracce
Testi di Bono e The Edge, musiche di U2.
1. The Miracle (of Joey Ramone) – 4:15
2. Every Breaking Wave – 4:12
3. California (There Is No End to Love) – 3:59
4. Song for Someone – 3:46
5. Iris (Hold Me Close) – 5:19
6. Volcano – 3:14
7. Raised by Wolves – 4:06
8. Cedarwood Road – 4:25
9. Sleep Like a Baby Tonight – 5:01
10. This Is Where You Can Reach Me Now – 5:05
11. The Troubles – 4:45

CD bonus nella versione Deluxe
1. Lucifer's Hands – 3:55
2. The Crystal Ballroom – 4:40
3. Acoustic Sessions – 22:49
4. The Troubles (Alternative Version) – 4:32
5. Sleep Like a Baby Tonight (Alternative Perspective Mix by Tchad Blake) – 10:27 – Dopo 22 secondi dal termine del brano (5:21-5:43) inizia la traccia fantasma Invisible

Traccia bonus nella versione LP
1. The Crystal Ballroom 12" Mix

## Formazione
Gruppo
- Bono – voce, chitarra aggiuntiva (tracce 1, 6, 9), tastiera (tracce 1, 3–5, 7, 9–11), salterio (traccia 2)
- The Edge – chitarra, cori; tastiera (eccetto traccia 9), programmazione (traccia 5)
- Adam Clayton – basso; tastiera (traccia 5)
- Larry Mullen Jr – batteria, percussioni; cori aggiuntivi (tracce 3 e 10)

Altri musicisti
- Ryan Tedder – chitarra acustica e programmazione (traccia 1), tastiera e produzione (tracce 1, 2, 4 e 5)
- Declan Gaffney – chitarra acustica (tracce 1 e 6), tastiera (tracce 2–8, 10–11), cori aggiuntivi (tracce 3 e 10), battimani (traccia 6), percussioni aggiuntive ed effetti vocali (traccia 7), produzione (tracce 3, 5 e 7), produzione aggiuntiva (tracce 2 e 11), ingegneria del suono (eccetto traccia 1), ingegneria del suono aggiuntiva (traccia 1), missaggio (tracce 1, 3, 6 e 10), programmazione (tracce 7 e 9)
- Brian Burton – tastiera (tracce 1, 2, 7–11), programmazione (traccia 7), percussioni aggiuntive (traccia 10)
- Paul Epworth – tastiera (tracce 1, 3 e 8), percussioni aggiuntive e programmazione (traccia 1), battimani (traccia 6), slide guitar aggiuntiva (traccia 8), produzione (tracce 1, 3, 5 e 8), produzione aggiuntiva (traccia 5)
- Greg Clark – coro (tracce 1 e 6)
- Carlos Ricketts – coro (tracce 1 e 6)
- Tabitha Fair – coro (tracce 1 e 6)
- Kim Hill – coro (tracce 1 e 6)
- Quiona McCollum – coro (tracce 1 e 6)
- Nicki Richards – coro (tracce 1 e 6)
- Everett Bradley – coro (tracce 1 e 6)
- Bobby Harden – coro (tracce 1 e 6)
- Ada Dyer – coro (tracce 1 e 6)
- Flood – tastiera e produzione (traccia 4)
- Leo Fearson – tastiera (traccia 9)
- Lykke Li – ospite (traccia 11)
- Caroline Dale – arrangiamento strumenti ad arco e violoncello (traccia 11)
- Natalia Bonner – violino (traccia 11)

Produzione
- Danger Mouse – produzione (tracce 1–3, 7–11), produzione aggiuntiva (traccia 5), arrangiamento corale (traccia 6)
- Matt Wiggins – ingegneria del suono (tracce 1, 3, 5–6), missaggio (tracce 1, 4, 9), ingegneria del suono aggiuntiva (tracce 8 e 11)
- Carl Glanville – ingegneria del suono (traccia 9)
- Kennie Takahashi – ingegneria del suono aggiuntiva (tracce 1–2, 6, 8, 10–11), ingegneria del suono (traccia 7), missaggio (traccia 11)
- Adam Durbridge – assistenza ingegneria (tracce 1–6, 8), assistenza missaggio (tracce 1, 8)
- Joseph Hartwell Jones – assistenza ingegneria (tracce 3 e 11), assistenza missaggio (traccia 4)
- Cecil Bartlett – assistenza ingegneria (traccia 4)
- Drew Smith – assistenza ingegneria (traccia 4)
- Chris Heaney – assistenza ingegneria (traccia 9)
- Todd Malfalcone – assistenza ingegneria (traccia 1), assistenza missaggio (traccia 11)
- "Glassy" Joe Visciano – assistenza ingegneria (tracce 1, 3, 6, 10–11), battimani (traccia 6), assistenza missaggio (traccia 10), cori aggiuntivi (traccia 10)
- Tom Elmhirst – missaggio (tracce 2 e 8)
- Ben Baptie – missaggio (tracce 2 e 7), ingegneria del suono aggiuntiva (tracce 6 e 11), missaggio aggiuntivo (tracce 6 e 8)
- Tohad Blake – missaggio (traccia 11)
- Sean Oakley – assistenza missaggio (traccia 5)

## Classifiche

### Classifiche settimanali
| Classifica (2014)         | Posizione massima |
| ------------------------- | ----------------- |
| Australia                 | 7                 |
| Austria                   | 2                 |
| Belgio (Fiandre)          | 2                 |
| Belgio (Vallonia)         | 1                 |
| Brasile                   | 7                 |
| Canada                    | 5                 |
| Croazia                   | 1                 |
| Danimarca                 | 3                 |
| Finlandia                 | 10                |
| Francia                   | 1                 |
| Germania                  | 2                 |
| Giappone                  | 3                 |
| Grecia                    | 2                 |
| Irlanda                   | 2                 |
| Italia                    | 1                 |
| Norvegia                  | 6                 |
| Nuova Zelanda             | 6                 |
| Paesi Bassi               | 1                 |
| Polonia                   | 1                 |
| Portogallo                | 1                 |
| Regno Unito               | 6                 |
| Repubblica Ceca           | 1                 |
| Spagna                    | 1                 |
| Stati Uniti               | 9                 |
| Stati Uniti (alternative) | 1                 |
| Stati Uniti (rock)        | 2                 |
| Stati Uniti (tastemakers) | 1                 |
| Svezia                    | 2                 |
| Svizzera                  | 3                 |
| Ungheria                  | 13                |

### Classifiche di fine anno
| Classifica (2014)         | Posizione |
| ------------------------- | --------- |
| Belgio (Fiandre)          | 54        |
| Belgio (Vallonia)         | 47        |
| Danimarca                 | 60        |
| Francia                   | 30        |
| Germania                  | 63        |
| Italia                    | 12        |
| Paesi Bassi               | 24        |
| Polonia                   | 17        |
| Spagna                    | 37        |
| Stati Uniti (alternative) | 47        |
| Svizzera                  | 82        |
| Classifica (2015)         | Posizione |
| Belgio (Fiandre)          | 92        |
| Belgio (Vallonia)         | 100       |
| Francia                   | 120       |
| Italia                    | 50        |
| Paesi Bassi               | 77        |
| Spagna                    | 73        |

## Date di pubblicazione
| Paese | Data di pubblicazione | Formati           | Etichetta |
| ----- | --------------------- | ----------------- | --------- |
| Mondo | 9 settembre 2014      | Download digitale | Island    |
| Mondo | 13 ottobre 2014       | CD, 2 CD, 2 LP    | Island    |